# NICE GIRL 프로젝트!
NICE GIRL 프로젝트!(일본어: NICE GIRL プロジェクト! 나이스 거르 프로제쿠토[*], 영어: Nice Girl Project!)는 소속사 TNX에 소속된 일본의 여성 아이돌을 총칭하는 명칭이다.

## 소속 멤버

### 그룹
- THE 폿시보

모로즈카 카나미, 하시모토 아이나, 아키야마 유리카, 오카다 로빈 쇼코, 고토 유키
- 캬나리클럽

오가와 마나, 다카다 아유미, 니와 미키호, 오오우라 이쿠코, 모치다 치히라

### 솔로
- 오가와 마나
- 톳키
- 니와 미키호

### 연수생
- NICE GIRL 프로젝트! 연수생
- NICE GIRL μ

## 유닛
- MM학원 합창부